# 지능정보단말기
지능정보단말기(知能情報端末機)는 기존의 개인용 컴퓨터나 개인 정보 단말기의 기능을 더욱 발전시켜 사용자의 편의성 및 의사 소통의 효율성, 자연성을 극대화시키는 형태의 지능적인 휴대용 단말기로서 개인용 컴퓨터라는 의미로 통상 Post-PC이라고 부르기도 하다.

## 같이 보기
- PDA